# Olivia Blake
Pour les articles homonymes, voir Blake.
Olivia Frances Blake (née le 10 mars 1990) est une femme politique travailliste britannique. Elle est députée de Sheffield Hallam depuis les élections générales de 2019.

## Jeunesse
Blake grandit à Otley, un bourg au nord de Leeds, dans le Yorkshire de l'Ouest. Elle fait ses études à la Prince Henry's Grammar School, l'école polyvalente locale. Elle étudie les sciences biomédicales à l'Université de Sheffield.

## Carrière politique
En 2013, Blake se présente à l'élection du Comité exécutif national des jeunes travaillistes et arrive deuxième. Elle fait campagne pour introduire des élections «un membre, une voix» pour les postes internes et est soutenue par la gauche du Parti travailliste.
En 2018, Blake est élue au Forum politique national du Labour avec le soutien des groupes de gauche Momentum et de l'Alliance du centre-gauche.

### Conseiller municipal de Sheffield (2014-2020)
Blake se présente sans succès à l'élection partielle du 2 mai 2013 pour le quartier Fulwood du conseil municipal de Sheffield avant d'être élue conseillère local du quartier Walkley au conseil municipal de Sheffield en 2014, 2015 et 2016.
Olivia Blake est élue chef adjointe du Conseil en avril 2017. Elle déclare qu'elle a été élue chef adjointe "sur un ticket de réforme", et travaille pour obtenir des contrats avec le conseil et s'attaquer à la privatisation de certains services,. Avant de quitter son poste, Blake lance le processus visant à apporter des «services numériques et des contrats de nettoyage» en interne. Elle soutient également une campagne pour lancer un programme pilote de revenu de base universel à Sheffield.
Blake quitte son poste de chef adjoint pour soutenir un mouvement populaire visant à changer la structure démocratique du conseil, demeurant conseiller,,. Elle quitte le Conseil après son élection en tant que députée. Dans un article qu'elle écrit pour le magazine Tribune, Blake déclare que c'est pour montrer son soutien à "une nouvelle façon de faire de la politique dans notre ville". Elle indique qu'elle a l'intention de «donner une voix socialiste au débat référendaire», d'ouvrir une «discussion plus large sur la façon de rajeunir notre démocratie à Sheffield».

### Députée (depuis 2019)
Blake est sélectionnée comme candidate du Parti travailliste à Sheffield Hallam en décembre 2018. Elle est élue députée lors des élections générales de décembre 2019.
Elle soutient Rebecca Long Bailey à l'Élection à la direction du Parti travailliste britannique de 2020 et Angela Rayner à l'élection à la direction adjointe du Parti travailliste de 2020. En février 2020, Blake est élue trésorière du Groupe parlementaire multipartite sur le Syndrome de fatigue chronique. Elle est élue au Comité des comptes publics du Parlement en mars 2020.
Elle devient secrétaire parlementaire privée d'Andy McDonald, secrétaire d'État fantôme aux Transports, en janvier 2020. À la suite de l'élection de Keir Starmer, elle est nommée en avril secrétaire parlementaire privée de Jo Stevens, secrétaire d'État fantôme au Numérique, à la Culture, aux Médias et aux Sports, et Ian Murray, secrétaire d'État fantôme pour l'Écosse.
Blake est forcée de démissionner de son poste de secrétaire parlementaire de Jo Stevens et Ian Murray en septembre 2020 lorsque, aux côtés de 18 autres députés travaillistes, dont deux autres titulaires de postes subalternes, Beth Winter et Nadia Whittome, elle défie le whip travailliste et vote contre le projet de loi sur les opérations extérieures.
Olivia Blake est membre du Groupe de campagne socialiste, un rassemblement de députés travaillistes issus de l'aile gauche et défenseurs d'un projet socialiste démocratique.
Olivia Blake soutient le maintien du Royaume-Uni dans l'Union européenne, affirmant en novembre 2019 qu'elle ferait campagne pour rester dans un éventuel deuxième référendum sur la question.

## Vie privée
La mère de Blake, Judith Blake, est une femme politique travailliste qui dirige le conseil municipal de Leeds depuis 2015 et est créée pair à vie en 2021,. Elle est mariée à Lewis Dagnall, un autre conseiller municipal de Sheffield .